# Polo aquático no Campeonato Mundial de Esportes Aquáticos de 2011 - Masculino
O torneio masculino de polo aquático no Campeonato Mundial de Esportes Aquáticos de 2011 em Xangai foi disputado entre 18 de julho e 30 de julho no Shanghai Oriental Sports Center.

## Medalhistas
| Ouro | Prata | Bronze |
| Itália · Stefano Tempesti · Amaurys Pérez · Niccolò Gitto · Pietro Figlioli · Alex Giorgetti · Maurizio Felugo · Niccolò Figari · Valentino Gallo · Christian Presciutti · Deni Fiorentini · Matteo Aicardi · Arnaldo Deserti · Giacomo Pastorino | Sérvia · Slobodan Soro · Marko Avramović · Živko Gocić · Vanja Udovičić · Miloš Ćuk · Duško Pijetlović · Slobodan Nikić · Milan Aleksić · Nikola Rađen · Filip Filipović · Andrija Prlainović · Stefan Mitrović · Gojko Pijetlović | Croácia · Josip Pavić · Damir Burić · Miho Bošković · Nikša Dobud · Maro Joković · Petar Muslim · Frano Karač · Andro Bušlje · Sandro Sukno · Samir Barać · Fran Paškvalin · Paulo Obradović · Ivan Buljubašić |

## Formato da disputa
Na primeira fase, as equipes enfrentam as outras equipes de seu grupo uma única vez. Ao final das três rodadas, a primeira colocada de cada grupo se classifica direto para as quartas-de-final. As equipes que ocuparem a segunda e a terceira posições disputarão as oitavas-de-final. A quarta colocada de cada grupo disputará do 13º ao 16º lugares.

## Primeira fase
Todas as partidas seguem o fuso horário da China  (UTC+8)

### Grupo A
| Seleção         | J | V | E | D | GM | GS | +/- | Pts |
| --------------- | - | - | - | - | -- | -- | --- | --- |
| HUN Hungria     | 3 | 3 | 0 | 0 | 39 | 26 | +13 | 6   |
| MNE Montenegro  | 3 | 2 | 0 | 1 | 35 | 23 | +12 | 4   |
| ESP Espanha     | 3 | 1 | 0 | 2 | 36 | 26 | +10 | 2   |
| KAZ Cazaquistão | 3 | 0 | 0 | 3 | 15 | 50 | –35 | 0   |

| 18 de julho de 2011 09:30 (jogo 01) | [ 1 ] | Hungria                                    | 11–10 | Montenegro | Shanghai Oriental Sports Center, Shanghai Público: 600 |
| 18 de julho de 2011 09:30 (jogo 01) | [ 1 ] | Pontuação por períodos: 2–3, 3–2, 2–4, 4–1 |       |            | Shanghai Oriental Sports Center, Shanghai Público: 600 |

| 18 de julho de 2011 10:50 (jogo 02) | [ 2 ] | Cazaquistão                                | 5–18 | Espanha | Shanghai Oriental Sports Center, Shanghai Público: 550 |
| 18 de julho de 2011 10:50 (jogo 02) | [ 2 ] | Pontuação por períodos: 1–3, 0–4, 2–5, 2–6 |      |         | Shanghai Oriental Sports Center, Shanghai Público: 550 |

| 20 de julho de 2011 18:20 (jogo 14) | [ 3 ] | Espanha                                    | 7–9 | Montenegro | Shanghai Oriental Sports Center, Shanghai Público: 650 |
| 20 de julho de 2011 18:20 (jogo 14) | [ 3 ] | Pontuação por períodos: 1–3, 1–2, 2–1, 3–3 |     |            | Shanghai Oriental Sports Center, Shanghai Público: 650 |

| 20 de julho de 2011 19:40 (jogo 15) | [ 4 ] | Hungria                                    | 16–5 | Cazaquistão | Shanghai Oriental Sports Center, Shanghai Público: 600 |
| 20 de julho de 2011 19:40 (jogo 15) | [ 4 ] | Pontuação por períodos: 4–1, 4–0, 3–2, 5–2 |      |             | Shanghai Oriental Sports Center, Shanghai Público: 600 |

| 22 de julho de 2011 17:00 (jogo 21) | [ 5 ] | Hungria                                    | 12–11 | Espanha | Shanghai Oriental Sports Center, Shanghai Público: 650 |
| 22 de julho de 2011 17:00 (jogo 21) | [ 5 ] | Pontuação por períodos: 5–5, 4–3, 2–1, 1–2 |       |         | Shanghai Oriental Sports Center, Shanghai Público: 650 |

| 22 de julho de 2011 18:20 (jogo 22) | [ 6 ] | Cazaquistão                                | 5–16 | Montenegro | Shanghai Oriental Sports Center, Shanghai Público: 450 |
| 22 de julho de 2011 18:20 (jogo 22) | [ 6 ] | Pontuação por períodos: 2–5, 0–5, 0–2, 3–4 |      |            | Shanghai Oriental Sports Center, Shanghai Público: 450 |

### Grupo B
| Seleção       | J | V | E | D | GM | GS | +/- | Pts |
| ------------- | - | - | - | - | -- | -- | --- | --- |
| SRB Sérvia    | 3 | 3 | 0 | 0 | 41 | 19 | +22 | 6   |
| AUS Austrália | 3 | 2 | 0 | 1 | 30 | 27 | +3  | 4   |
| ROU Romênia   | 3 | 1 | 0 | 2 | 27 | 31 | –4  | 2   |
| CHN China     | 3 | 0 | 0 | 3 | 22 | 43 | –21 | 0   |

| 18 de julho de 2011 12:10 (jogo 03) | [ 7 ] | Roménia                                    | 8–9 | Austrália | Shanghai Oriental Sports Center, Shanghai Público: 500 |
| 18 de julho de 2011 12:10 (jogo 03) | [ 7 ] | Pontuação por períodos: 2–1, 2–1, 3–3, 1–4 |     |           | Shanghai Oriental Sports Center, Shanghai Público: 500 |

| 18 de julho de 2011 21:00 (jogo 08) | [ 8 ] | Sérvia                                     | 17–5 | China | Shanghai Oriental Sports Center, Shanghai Público: 400 |
| 18 de julho de 2011 21:00 (jogo 08) | [ 8 ] | Pontuação por períodos: 5–1, 3–0, 2–2, 7–2 |      |       | Shanghai Oriental Sports Center, Shanghai Público: 400 |

| 20 de julho de 2011 09:30 (jogo 09) | [ 9 ] | Sérvia                                     | 12–5 | Roménia | Shanghai Oriental Sports Center, Shanghai Público: 350 |
| 20 de julho de 2011 09:30 (jogo 09) | [ 9 ] | Pontuação por períodos: 3–1, 3–1, 3–1, 3–2 |      |         | Shanghai Oriental Sports Center, Shanghai Público: 350 |

| 20 de julho de 2011 21:00 (jogo 16) | [ 10 ] | Austrália                                  | 12–7 | China | Shanghai Oriental Sports Center, Shanghai Público: 550 |
| 20 de julho de 2011 21:00 (jogo 16) | [ 10 ] | Pontuação por períodos: 1–2, 1–2, 3–2, 7–1 |      |       | Shanghai Oriental Sports Center, Shanghai Público: 550 |

| 22 de julho de 2011 19:40 (jogo 23) | [ 11 ] | Sérvia                                     | 12–9 | Austrália | Shanghai Oriental Sports Center, Shanghai Público: 550 |
| 22 de julho de 2011 19:40 (jogo 23) | [ 11 ] | Pontuação por períodos: 5–3, 2–1, 3–2, 2–3 |      |           | Shanghai Oriental Sports Center, Shanghai Público: 550 |

| 22 de julho de 2011 21:00 (jogo24) | [ 12 ] | Roménia                                    | 14–10 | China | Shanghai Oriental Sports Center, Shanghai Público: 550 |
| 22 de julho de 2011 21:00 (jogo24) | [ 12 ] | Pontuação por períodos: 2–3, 3–3, 5–0, 4–4 |       |       | Shanghai Oriental Sports Center, Shanghai Público: 550 |

### Grupo C
| Seleção     | J | V | E | D | GM | GS | +/- | Pts |
| ----------- | - | - | - | - | -- | -- | --- | --- |
| CRO Croácia | 3 | 3 | 0 | 0 | 43 | 16 | +27 | 6   |
| CAN Canadá  | 3 | 2 | 0 | 1 | 28 | 25 | +3  | 4   |
| JPN Japão   | 3 | 1 | 0 | 2 | 25 | 40 | –15 | 2   |
| BRA Brasil  | 3 | 0 | 0 | 3 | 25 | 40 | –15 | 0   |

| 18 de julho de 2011 13:30 (jogo 04) | [ 13 ] | Brasil                                     | 5–14 | Croácia | Shanghai Oriental Sports Center, Shanghai Público: 250 |
| 18 de julho de 2011 13:30 (jogo 04) | [ 13 ] | Pontuação por períodos: 0–5, 1–3, 3–4, 1–2 |      |         | Shanghai Oriental Sports Center, Shanghai Público: 250 |

| 18 de julho de 2011 17:00 (jogo 05) | [ 14 ] | Japão                                      | 5–11 | Canadá | Shanghai Oriental Sports Center, Shanghai Público: 700 |
| 18 de julho de 2011 17:00 (jogo 05) | [ 14 ] | Pontuação por períodos: 1–3, 2–2, 0–3, 2–3 |      |        | Shanghai Oriental Sports Center, Shanghai Público: 700 |

| 20 de julho de 2011 10:50 (jogo 10) | [ 15 ] | Canadá                                     | 4–11 | Croácia | Shanghai Oriental Sports Center, Shanghai Público: 300 |
| 20 de julho de 2011 10:50 (jogo 10) | [ 15 ] | Pontuação por períodos: 1–3, 3–3, 0–3, 0–2 |      |         | Shanghai Oriental Sports Center, Shanghai Público: 300 |

| 20 de julho de 2011 12:10 (jogo 11) | [ 16 ] | Brasil                                     | 11–13 | Japão | Shanghai Oriental Sports Center, Shanghai Público: 500 |
| 20 de julho de 2011 12:10 (jogo 11) | [ 16 ] | Pontuação por períodos: 4–2, 2–4, 1–3, 4–4 |       |       | Shanghai Oriental Sports Center, Shanghai Público: 500 |

| 22 de julho de 2011 09:30 (jogo 17) | [ 17 ] | Brasil                                     | 9–13 | Canadá | Shanghai Oriental Sports Center, Shanghai Público: 400 |
| 22 de julho de 2011 09:30 (jogo 17) | [ 17 ] | Pontuação por períodos: 1–2, 1–4, 3–4, 4–3 |      |        | Shanghai Oriental Sports Center, Shanghai Público: 400 |

| 22 de julho de 2011 10:50 (jogo 18) | [ 18 ] | Japão                                      | 7–18 | Croácia | Shanghai Oriental Sports Center, Shanghai Público: 500 |
| 22 de julho de 2011 10:50 (jogo 18) | [ 18 ] | Pontuação por períodos: 1–6, 1–3, 2–4, 3–5 |      |         | Shanghai Oriental Sports Center, Shanghai Público: 500 |

### Grupo D
| Seleção            | J | V | E | D | GM | GS | +/- | Pts |
| ------------------ | - | - | - | - | -- | -- | --- | --- |
| ITA Itália         | 3 | 3 | 0 | 0 | 32 | 12 | +20 | 6   |
| GER Alemanha       | 3 | 2 | 0 | 1 | 31 | 22 | +9  | 4   |
| USA Estados Unidos | 3 | 1 | 0 | 2 | 32 | 20 | +12 | 2   |
| RSA África do Sul  | 3 | 0 | 0 | 3 | 12 | 53 | –41 | 0   |

| 18 de julho de2011 18:20 jogo (06) | [ 19 ] | Estados Unidos                             | 7–9 | Alemanha | Shanghai Oriental Sports Center, Shanghai Público: 800 |
| 18 de julho de2011 18:20 jogo (06) | [ 19 ] | Pontuação por períodos: 0–4, 2–2, 4–1, 1–2 |     |          | Shanghai Oriental Sports Center, Shanghai Público: 800 |

| 18 de julho de 2011 19:40 (jogo 07) | [ 20 ] | Itália                                     | 17–1 | África do Sul | Shanghai Oriental Sports Center, Shanghai Público: 450 |
| 18 de julho de 2011 19:40 (jogo 07) | [ 20 ] | Pontuação por períodos: 5–0, 3–0, 5–0, 4–1 |      |               | Shanghai Oriental Sports Center, Shanghai Público: 450 |

| 20 de julho de 2011 13:30 (jogo 12) | [ 21 ] | África do Sul                              | 8–16 | Alemanha | Shanghai Oriental Sports Center, Shanghai Público: 500 |
| 20 de julho de 2011 13:30 (jogo 12) | [ 21 ] | Pontuação por períodos: 2–3, 2–4, 1–4, 3–5 |      |          | Shanghai Oriental Sports Center, Shanghai Público: 500 |

| 20 de julho de 2011 17:00 (jogo 13) | [ 22 ] | Estados Unidos                             | 5–8 | Itália | Shanghai Oriental Sports Center, Shanghai Público: 650 |
| 20 de julho de 2011 17:00 (jogo 13) | [ 22 ] | Pontuação por períodos: 1–2, 1–2, 1–3, 2–1 |     |        | Shanghai Oriental Sports Center, Shanghai Público: 650 |

| 22 de julho de 2011 12:10 (jogo 19) | [ 23 ] | Estados Unidos                             | 20–3 | África do Sul | Shanghai Oriental Sports Center, Shanghai Público: 450 |
| 22 de julho de 2011 12:10 (jogo 19) | [ 23 ] | Pontuação por períodos: 5–0, 4–1, 5–0, 6–2 |      |               | Shanghai Oriental Sports Center, Shanghai Público: 450 |

| 22 de julho de 2011 13:30 (jogo 20) | [ 24 ] | Itália                                     | 7–6 | Alemanha | Shanghai Oriental Sports Center, Shanghai Público: 600 |
| 22 de julho de 2011 13:30 (jogo 20) | [ 24 ] | Pontuação por períodos: 2–3, 1–2, 2–1, 2–0 |     |          | Shanghai Oriental Sports Center, Shanghai Público: 600 |

## Segunda fase
|  | Play-off            | Play-off            |                     |                     | Quartas-de-final    | Quartas-de-final    |                     |                     | Semifinal           | Semifinal |  |  | Final | Final |
|  |                     |                     |                     |                     |                     |                     |                     |                     |                     |           |  |  |       |       |
|  |                     |                     |                     |                     | 26 de julho - 14:00 |                     |                     |                     |                     |           |  |  |       |       |
|  | 24 de julho - 16:50 |                     |                     |                     |                     |                     |                     |                     |                     |           |  |  |       |       |
|  | HUN Hungria         | 9                   |                     |                     |                     |                     |                     |                     |                     |           |  |  |       |       |
|  | HUN Hungria         | 9                   | CAN Canadá          | 4                   | 28 de julho - 16:50 | 28 de julho - 16:50 |                     |                     |                     |           |  |  |       |       |
|  |                     | USA Estados Unidos  | CAN Canadá          | 4                   | 28 de julho - 16:50 | 28 de julho - 16:50 | 8                   |                     |                     |           |  |  |       |       |
|  | USA Estados Unidos  | USA Estados Unidos  | 17                  |                     | HUN Hungria         | 14                  | 8                   |                     |                     |           |  |  |       |       |
|  | USA Estados Unidos  | 26 de julho - 15:20 | 17                  |                     | HUN Hungria         | 14                  |                     |                     |                     |           |  |  |       |       |
|  | 24 de julho - 21:00 | 24 de julho - 21:00 |                     | SRB Sérvia          | 15                  |                     |                     |                     |                     |           |  |  |       |       |
|  | 24 de julho - 21:00 | 24 de julho - 21:00 | SRB Sérvia          | SRB Sérvia          | 15                  | 9                   |                     |                     |                     |           |  |  |       |       |
|  | JPN Japão           | 6                   | SRB Sérvia          |                     |                     | 9                   | 30 de julho - 21:00 | 30 de julho - 21:00 |                     |           |  |  |       |       |
|  | JPN Japão           | 6                   |                     | GER Alemanha        | 4                   |                     | 30 de julho - 21:00 | 30 de julho - 21:00 |                     |           |  |  |       |       |
|  | GER Alemanha        | 8                   |                     | GER Alemanha        | 4                   | SRB Sérvia          | 7                   |                     |                     |           |  |  |       |       |
|  | GER Alemanha        | 8                   | 26 de julho - 16:40 |                     |                     | SRB Sérvia          | 7                   |                     |                     |           |  |  |       |       |
|  | 24 de julho - 12:10 | 24 de julho - 12:10 |                     | CRO Croácia         | 12                  |                     |                     |                     |                     |           |  |  |       |       |
|  | 24 de julho - 12:10 | 24 de julho - 12:10 | CRO Croácia         | CRO Croácia         | 12                  | 9                   |                     |                     |                     |           |  |  |       |       |
|  | MNE Montenegro      | 8                   | CRO Croácia         | 28 de julho - 21:00 | 28 de julho - 21:00 | 9                   |                     |                     |                     |           |  |  |       |       |
|  | MNE Montenegro      | 8                   |                     | 28 de julho - 21:00 | 28 de julho - 21:00 | MNE Montenegro      | 6                   |                     |                     |           |  |  |       |       |
|  | ROU Romênia         | 4                   |                     | CRO Croácia         | 8                   | MNE Montenegro      | 6                   | Disputa do 3º lugar | Disputa do 3º lugar |           |  |  |       |       |
|  | ROU Romênia         | 4                   | 26 de julho – 21:00 | CRO Croácia         | 8                   |                     |                     | Disputa do 3º lugar | Disputa do 3º lugar |           |  |  |       |       |
|  | 24 de julho - 15:30 | 24 de julho - 15:30 |                     | ITA Itália          | 9                   |                     | 30 de julho - 16:00 | 30 de julho - 16:00 |                     |           |  |  |       |       |
|  | 24 de julho - 15:30 | 24 de julho - 15:30 | ITA Itália          | ITA Itália          | 9                   | 10                  | 30 de julho - 16:00 | 30 de julho - 16:00 |                     |           |  |  |       |       |
|  | ESP Espanha         | 9                   | ITA Itália          |                     |                     | 10                  | HUN Hungria         | 11                  |                     |           |  |  |       |       |
|  | ESP Espanha         | 9                   |                     | ESP Espanha         | 6                   |                     | HUN Hungria         | 11                  |                     |           |  |  |       |       |
|  | AUS Austrália       | 8                   |                     | ESP Espanha         | 6                   | CRO Croácia         | 12                  |                     |                     |           |  |  |       |       |
|  | AUS Austrália       | 8                   |                     |                     |                     | CRO Croácia         | 12                  |                     |                     |           |  |  |       |       |

### Oitavas-de-final
Os vencedores de cada grupo avançam para as quartas de final.
| 24 de julho de 2011 12:10 (jogo 27) | [ 25 ] | Montenegro                                 | 8–4 | Roménia | Shanghai Oriental Sports Center, Shanghai Público: 600 |
| 24 de julho de 2011 12:10 (jogo 27) | [ 25 ] | Pontuação por períodos: 2–1, 1–2, 3–0, 2–1 |     |         | Shanghai Oriental Sports Center, Shanghai Público: 600 |

| 24 de julho de 2011 201 15:30 (jogo 28) | [ 26 ] | Espanha                                    | 9–8 | Austrália | Shanghai Oriental Sports Center, Shanghai Público: 750 |
| 24 de julho de 2011 201 15:30 (jogo 28) | [ 26 ] | Pontuação por períodos: 2–1, 3–1, 3–4, 1–2 |     |           | Shanghai Oriental Sports Center, Shanghai Público: 750 |

| 24 de julho de 2011 16:50 (jogo 29) | [ 27 ] | Canadá                                     | 4–17 | Estados Unidos | Shanghai Oriental Sports Center, Shanghai Público: 800 |
| 24 de julho de 2011 16:50 (jogo 29) | [ 27 ] | Pontuação por períodos: 2–5, 0–6, 2–4, 0–2 |      |                | Shanghai Oriental Sports Center, Shanghai Público: 800 |

| 24 de julho 21:00 (jogo 30) | [ 28 ] | Japão                                      | 6–8 | Alemanha | Shanghai Oriental Sports Center, Shanghai Público: 550 |
| 24 de julho 21:00 (jogo 30) | [ 28 ] | Pontuação por períodos: 3–3, 0–1, 2–3, 1–1 |     |          | Shanghai Oriental Sports Center, Shanghai Público: 550 |

### Quartas de final
| 26 de julho de 2011 14:00 (jogo 35) | [ 29 ] | Hungria                                    | 9–8 | Estados Unidos | Shanghai Oriental Sports Center, Shanghai Público: 450 |
| 26 de julho de 2011 14:00 (jogo 35) | [ 29 ] | Pontuação por períodos: 1–3, 3–2, 3–2, 2–1 |     |                | Shanghai Oriental Sports Center, Shanghai Público: 450 |

| 26 de junho de 2011 15:20 (jogo 36) | [ 30 ] | Sérvia                                     | 9–4 | Alemanha | Shanghai Oriental Sports Center, Shanghai Público: 500 |
| 26 de junho de 2011 15:20 (jogo 36) | [ 30 ] | Pontuação por períodos: 2–0, 0–1, 4–3, 3–0 |     |          | Shanghai Oriental Sports Center, Shanghai Público: 500 |

| 26 de junho de 2011 16:40 (jogo 37) | [ 31 ] | Croácia                                    | 9–6 | Montenegro | Shanghai Oriental Sports Center, Shanghai Público: 350 |
| 26 de junho de 2011 16:40 (jogo 37) | [ 31 ] | Pontuação por períodos: 2–2, 2–1, 4–0, 1–3 |     |            | Shanghai Oriental Sports Center, Shanghai Público: 350 |

| 26 de julho de 2011 21:00 (jogo 38) | [ 32 ] | Itália                                     | 10–6 | Espanha | Shanghai Oriental Sports Center, Shanghai Público: 650 |
| 26 de julho de 2011 21:00 (jogo 38) | [ 32 ] | Pontuação por períodos: 2–1, 3–3, 3–1, 2–1 |      |         | Shanghai Oriental Sports Center, Shanghai Público: 650 |

### Semifinal
| 28 de julho de 2011 16:50 jogo (43) | [ 33 ] | Hungria                                                     | 14–15 | Sérvia | Shanghai Oriental Sports Center, Shanghai Público: 1,200 |
| 28 de julho de 2011 16:50 jogo (43) | [ 33 ] | Pontuação por períodos: 2–1, 7–5, 3–3, 1–4 Tempo extra: 1–2 |       |        | Shanghai Oriental Sports Center, Shanghai Público: 1,200 |

| 28 de julho de 2011 21:00 jogo (44) | [ 34 ] | Croácia                                    | 8–9 | Itália | Shanghai Oriental Sports Center, Shanghai Público: 1,200 |
| 28 de julho de 2011 21:00 jogo (44) | [ 34 ] | Pontuação por períodos: 0–1, 1–2, 3–5, 4–1 |     |        | Shanghai Oriental Sports Center, Shanghai Público: 1,200 |

### Disputa pelo bronze
| 30 de julho de 2011 16:00 (jogo 47) | [ 35 ] | Hungria                                    | 11–12 | Croácia | Shanghai Oriental Sports Center, Shanghai Público: 1,200 |
| 30 de julho de 2011 16:00 (jogo 47) | [ 35 ] | Pontuação por períodos: 2–5, 2–3, 5–3, 2–1 |       |         | Shanghai Oriental Sports Center, Shanghai Público: 1,200 |

### Final
| 30 de julho de 2011 21:00 jogo (48) | [ 36 ] | Sérvia                                                      | 7–8 | Itália | Shanghai Oriental Sports Center, Shanghai Público: 2,000 |
| 30 de julho de 2011 21:00 jogo (48) | [ 36 ] | Pontuação por períodos: 0–1, 2–0, 1–4, 3–1 Tempo extra: 1–2 |     |        | Shanghai Oriental Sports Center, Shanghai Público: 2,000 |

## Disputa do 5º ao 8º lugares
|  | Semifinais     | Semifinais  |    |             | 5º lugar       | 5º lugar |  |
|  |                |             |    |             |                |          |  |
|  | 28 de julho    |             |    |             |                |          |  |
|  | Estados Unidos | 9           |    |             |                |          |  |
|  | Alemanha       | 8           |    |             |                |          |  |
|  |                |             |    |             |                |          |  |
|  |                |             |    |             | 30 de julho    |          |  |
|  |                |             |    |             | Estados Unidos | 10       |  |
|  |                | Espanha     | 11 |             |                |          |  |
|  |                |             |    |             |                |          |  |
|  |                |             |    |             |                |          |  |
|  |                |             |    |             | 7º lugar       |          |  |
|  | 28 de julho    | 28 de julho |    | 30 de julho | 30 de julho    |          |  |
|  | Montenegro     | 9           |    | Alemanha    | 5              |          |  |
|  | Espanha        | 10          |    |             | Montenegro     | 8        |  |

| 28 de julho de 2011 12:10 (jogo 41) | [ 37 ] | Estados Unidos                             | 9–8 | Alemanha | Shanghai Oriental Sports Center, Shanghai Público: 350 |
| 28 de julho de 2011 12:10 (jogo 41) | [ 37 ] | Pontuação por períodos: 4–2, 4–2, 0–2, 1–2 |     |          | Shanghai Oriental Sports Center, Shanghai Público: 350 |

| 28 de julho de 2011 15:30 (jogo 42) | [ 38 ] | Montenegro                                 | 9–10 | Espanha | Shanghai Oriental Sports Center, Shanghai Público: 1,100 |
| 28 de julho de 2011 15:30 (jogo 42) | [ 38 ] | Pontuação por períodos: 2–2, 3–5, 2–1, 2–2 |      |         | Shanghai Oriental Sports Center, Shanghai Público: 1,100 |

### Decisão do 7º lugar
| 30 de julho de 2011 09:30 (jogo 45) | [ 39 ] | Alemanha                                   | 5–8 | Montenegro | Shanghai Oriental Sports Center, Shanghai Público: 350 |
| 30 de julho de 2011 09:30 (jogo 45) | [ 39 ] | Pontuação por períodos: 3–4, 1–3, 1–1, 0–0 |     |            | Shanghai Oriental Sports Center, Shanghai Público: 350 |

### Decisão do 5º lugar
| 30 de julho de 2011 10:50 jogo (46) | [ 40 ] | Estados Unidos                             | 10–11 | Espanha | Shanghai Oriental Sports Center, Shanghai |
| 30 de julho de 2011 10:50 jogo (46) | [ 40 ] | Pontuação por períodos: 0-4, 3-2, 3-2, 4-3 |       |         | Shanghai Oriental Sports Center, Shanghai |

## Disputa do 9º ao 12º lugares
|  | Semifinais  | Semifinais  |   |             | 9º lugar    | 9º lugar |  |
|  |             |             |   |             |             |          |  |
|  | 26 de julho |             |   |             |             |          |  |
|  | Roménia     | 8           |   |             |             |          |  |
|  | Canadá      | 12          |   |             |             |          |  |
|  |             |             |   |             |             |          |  |
|  |             |             |   |             | 28 de julho |          |  |
|  |             |             |   |             | Canadá      | 6        |  |
|  |             | Austrália   | 8 |             |             |          |  |
|  |             |             |   |             |             |          |  |
|  |             |             |   |             |             |          |  |
|  |             |             |   |             | 11º lugar   |          |  |
|  | 26 de julho | 26 de julho |   | 28 de julho | 28 de julho |          |  |
|  | Austrália   | 15          |   | Roménia     | 15          |          |  |
|  | Japão       | 9           |   |             | Japão       | 18       |  |

| 26 de julho de 2011 11:20 jogo (33) | [ 41 ] | Roménia                                    | 8–12 | Canadá | Shanghai Oriental Sports Center, Shanghai Público: 350 |
| 26 de julho de 2011 11:20 jogo (33) | [ 41 ] | Pontuação por períodos: 2–2, 2–4, 3–3, 1–3 |      |        | Shanghai Oriental Sports Center, Shanghai Público: 350 |

| 26 de julho de 2011 12:40 jogo (34) | [ 42 ] | Austrália                                  | 15–9 | Japão | Shanghai Oriental Sports Center, Shanghai |
| 26 de julho de 2011 12:40 jogo (34) | [ 42 ] | Pontuação por períodos: 6–4, 1–1, 3–1, 5–3 |      |       | Shanghai Oriental Sports Center, Shanghai |

### Decisão do 11º lugar
| 28 de julho de 2011 09:30 (jogo 39) | [ 43 ] | Roménia                                    | 15–18 | Japão | Shanghai Oriental Sports Center, Shanghai Público: 200 |
| 28 de julho de 2011 09:30 (jogo 39) | [ 43 ] | Pontuação por períodos: 4–3, 3–5, 3–5, 5–5 |       |       | Shanghai Oriental Sports Center, Shanghai Público: 200 |

### Decisão do 9º lugar
| 28 de julho de 2011 10:50 jogo (40) | [ 44 ] | Canadá                                     | 6–8 | Austrália | Shanghai Oriental Sports Center, Shanghai Público: 300 |
| 28 de julho de 2011 10:50 jogo (40) | [ 44 ] | Pontuação por períodos: 2–0, 1–2, 2–3, 1–3 |     |           | Shanghai Oriental Sports Center, Shanghai Público: 300 |

## Disputa do 13º ao 16º lugares
|  | Semifinais    | Semifinais  |   |             | 13º lugar     | 13º lugar |  |
|  |               |             |   |             |               |           |  |
|  | 24 de julho   |             |   |             |               |           |  |
|  | Cazaquistão   | 8           |   |             |               |           |  |
|  | China         | 7           |   |             |               |           |  |
|  |               |             |   |             |               |           |  |
|  |               |             |   |             | 26 de julho   |           |  |
|  |               |             |   |             | Cazaquistão   | 9         |  |
|  |               | Brasil      | 7 |             |               |           |  |
|  |               |             |   |             |               |           |  |
|  |               |             |   |             |               |           |  |
|  |               |             |   |             | 15º lugar     |           |  |
|  | 24 de julho   | 24 de julho |   | 26 de julho | 26 de julho   |           |  |
|  | Brasil        | 7           |   | China       | 9             |           |  |
|  | África do Sul | 4           |   |             | África do Sul | 4         |  |

| 24 de julho de 2011 09:30 jogo (25) | [ 45 ] | Cazaquistão                                | 8–7 | China | Shanghai Oriental Sports Center, Shanghai Público: 1,000 |
| 24 de julho de 2011 09:30 jogo (25) | [ 45 ] | Pontuação por períodos: 2–2, 3–2, 2–0, 1–3 |     |       | Shanghai Oriental Sports Center, Shanghai Público: 1,000 |

| 24 de julho de 2011 10:50 jogo (26) | [ 46 ] | Brasil                                     | 7–4 | África do Sul | Shanghai Oriental Sports Center, Shanghai Público: 700 |
| 24 de julho de 2011 10:50 jogo (26) | [ 46 ] | Pontuação por períodos: 4–0, 0–1, 1–2, 2–1 |     |               | Shanghai Oriental Sports Center, Shanghai Público: 700 |

### Decisão do 15º lugar
| 26 de julho de 2011 08:40 jogo (31) | [ 47 ] | China                                      | 9–4 | África do Sul | Shanghai Oriental Sports Center, Shanghai Público: 250 |
| 26 de julho de 2011 08:40 jogo (31) | [ 47 ] | Pontuação por períodos: 3–1, 2–2, 2–0, 2–1 |     |               | Shanghai Oriental Sports Center, Shanghai Público: 250 |

### Decisão do 13º lugar
| 26 de julho de 2011 10:00 jogo (32) | [ 48 ] | Cazaquistão                                | 9–7 | Brasil | Shanghai Oriental Sports Center, Shanghai Público: 250 |
| 26 de julho de 2011 10:00 jogo (32) | [ 48 ] | Pontuação por períodos: 3–0, 1–3, 2–2, 3–2 |     |        | Shanghai Oriental Sports Center, Shanghai Público: 250 |

## Classificação final
| Pos.              | Equipe         |
| ----------------- | -------------- |
| Medalha de ouro   | Itália         |
| Medalha de prata  | Sérvia         |
| Medalha de bronze | Croácia        |
| 4                 | Hungria        |
| 5                 | Espanha        |
| 6                 | Estados Unidos |
| 7                 | Montenegro     |
| 8                 | Alemanha       |
| 9                 | Austrália      |
| 10                | Canadá         |
| 11                | Japão          |
| 12                | Roménia        |
| 13                | Cazaquistão    |
| 14                | Brasil         |
| 15                | China          |
| 16                | África do Sul  |